# Sân bay Helsinki-Vantaa

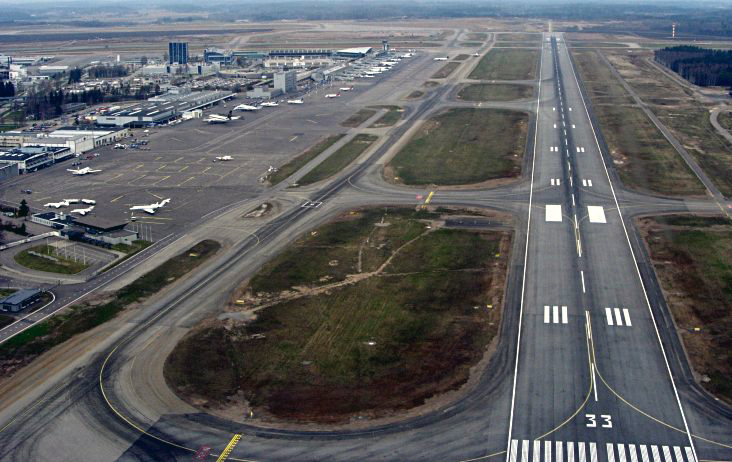
Một trong những đường băng của Helsinki-Vantaa

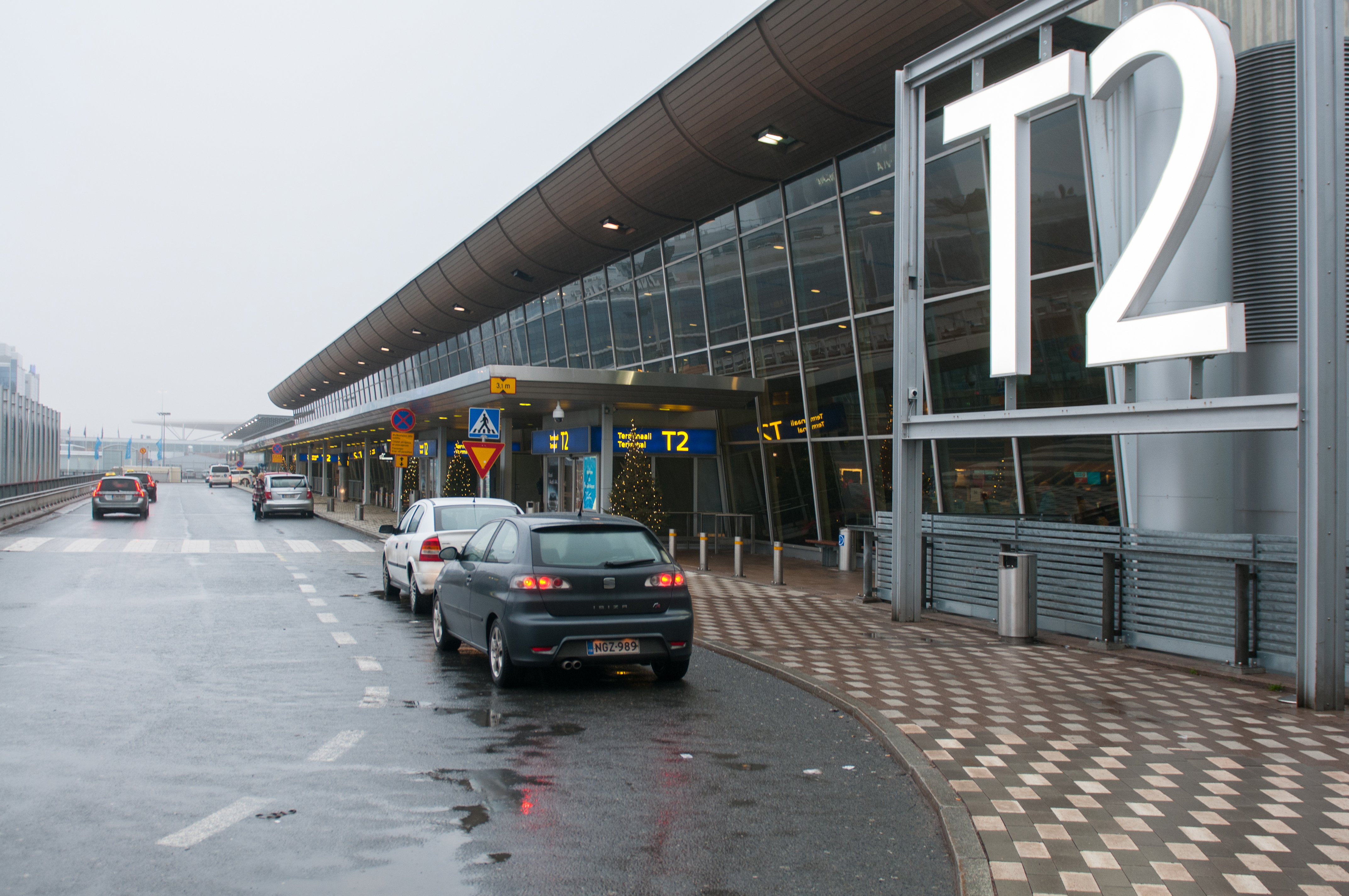
Terminal 2

Sân bay Helsinki-Vantaa (IATA: HEL, ICAO: EFHK) ở Vantaa, Phần Lan, là sân bay chính của vùng đô thị Helsinki và của cả Phần Lan. Sân bay các trung tâm Vantaa và Tikkurila 5 km và cách trung tâm Helsinki 15 km. Ban đầu được xây cho Thế vận hội mùa Hè 1952 tổ chức ở Helsinki. Năm 2006, sân bay phục vụ 16 triệu khách, năm 2010, sân bay này phục vụ 12.884.500 lượt khách với 88.480 lượt chuyến bay , là sân bay lớn thứ tư ở Các nước Bắc Âu.
Các nhà ga quốc tế và nội địa cách nhau 250 m và được nối với nhau bằng đường kết nối nội bộ cho người đi bộ bằng airside và landside. Tuy nhiên, phần airside của nhà ga không nằm dưới mái che và không gian đó không được chia ra tuyến nội địa và quốc tế mà chia thành khu vực Schengen và không phải Schengen.
Khu vực Aviapolis cho các doanh nghiệp quốc tế dự kiến sẽ được xây dựng trong khu vực sân bay Helsinki-Vantaa. Một liên kết đào tạo, Kehärata, để Helsinki trung tâm được quy hoạch.
Helsinki-Vantaa là trung tâm hoạt động của hãng Finnair, hãng hàng không quốc gia Phần Lan. Đây cũng là trung tâm của Blue1, một nhánh khu vực Phần Lan của SAS.
Khu vực Aviapolis cho các doanh nghiệp quốc tế dự kiến sẽ được xây dựng trong khu vực sân bay Helsinki-Vantaa. Một tuyến tàu nối với trung tâm Helsinki đã được quy hoạch.
Helsinki-Vantaa được bầu chọn là sân bay tốt nhất thế giới theo điều tra theo chủ đề của IATA năm 1999. Năm 2006 Điều tra mức độ thỏa mãn của hành khách hàng không đã xếp sân bay Helsinki-Vantaa là một trong các sân bay tốt nhất khắp thế giới và theo tỷ lệ chậm trễ do Hiệp hội các hãng hàng không châu Âu tính, Helsinki-Vantaa là sân bay đúng giờ nhất ở châu Âu. Cơ quan quản lý sân bay này là Finavia.

## Hãng hàng không và tuyến bay

### Hành khách
| Hãng hàng không                            | Các điểm đến | Nhà ga |
| ------------------------------------------ | --- | ------ |
| Aegean Airlines                            | Athens | 2      |
| Aeroflot                                   | Moscow-Sheremetyevo | 2      |
| airBaltic                                  | Riga | 1      |
| Air Croatia                                | Mùa đông: Zagreb | 2      |
| Arkia Israel Airlines                      | Mùa đông: Tel Aviv-Ben Gurion | 2      |
| Belavia                                    | Minsk-National | 2      |
| British Airways                            | London-Heathrow | 2      |
| Finnair                                    | Amsterdam, Bangkok-Suvarnabhumi, Barcelona, Beijing-Capital, Berlin-Tegel, Brussels, Budapest, Trùng Khánh, Copenhagen, Delhi, Düsseldorf, Frankfurt, Geneva, Gothenburg-Landvetter, Hamburg, Hong Kong, Ivalo, Joensuu, Kittilä, Kuopio, Kuusamo, London-Heathrow, Madrid, Málaga, Manchester, Milan-Malpensa, Moscow-Sheremetyevo, Munich, Nagoya-Centrair, New York-JFK, Osaka-Kansai, Oslo-Gardermoen, Oulu, Paris-Charles de Gaulle, Prague, Sân bay quốc tế Rome-Fiumicino, Rovaniemi, Saint Petersburg, Seoul-Incheon, Shanghai-Pudong, Singapore, Stockholm-Arlanda, Tel Aviv-Ben Gurion, Tokyo-Narita, Vaasa, Vienna, Vilnius, Warsaw-Chopin, Yekaterinburg, Zürich. Mùa đông: Antalya, Athens, Bergen, Biarritz, Catania, Chania, Chicago-O'Hare, Dalaman, Dubai-International, Dubrovnik, Ovda, Fuerteventura, Funchal, Gazipaşa, Gran Canaria, Heraklion, Thành phố Hồ Chí Minh, Innsbruck, Kos, Krabi, Kraków, Lanzarote, Ljubljana, Malta, Miami, Naples, Nice, Paphos (bắt đầu từ ngày 31 Tháng 3 năm 2015), Palma de Mallorca, Phuket, Pisa, Rhodes, Split, Tenerife-North, Tenerife-South, Toronto-Pearson, Venice-Marco Polo, Tây An | 2      |
| Finnair vận hành bởi Flybe Nordic          | Berlin-Tegel, Brussels, Budapest, Copenhagen, Düsseldorf, Frankfurt, Gdansk Lech Walesa, Geneva, Gothenburg-Landvetter, Hamburg, Joensuu, Jyväskylä, Kajaani, Kazan, Kemi, Kokkola, Kuopio, Kuusamo, Luleå, Manchester, Mariehamn, Munich, Nizhny Novgorod, Norrköping,Oslo-Gardermoen, Oulu, Paris-Charles de Gaulle, Prague, Riga, Saint Petersburg, Samara, Stockholm-Arlanda, Stockholm-Bromma, Tallinn, Tampere, Tartu, Turku, Umeå, Vaasa, Vienna, Vilnius, Warsaw-Chopin, Zürich. Mùa đông: Dublin, Tromsø,Visby | 2      |
| Gotlandsflyg vận hành bởi Golden Air       | Mùa đông: Visby | 1      |
| Icelandair                                 | Reykjavík-Keflavík | 1      |
| Japan Airlines                             | Tokyo-Narita | 2      |
| Jet Time                                   | Mùa đông: Gazipaşa, Split | 2      |
| KLM                                        | Amsterdam | 2      |
| Lufthansa                                  | Frankfurt, Munich | 1      |
| Norwegian Air Shuttle                      | Alicante, Barcelona, Budapest, Copenhagen, London-Gatwick, Madrid, Málaga, Oslo-Gardermoen, Oulu, Paris-Orly, Rome-Fiumicino, Rovaniemi, Stockholm-Arlanda. Mùa đông: Athens, Burgas, Chania, Dublin, Dubrovnik, Gran Canaria, Ivalo, Kittilä, Larnaca, Nice, Palma de Mallorca, Prague, Pula, Rhodes, Salzburg, Sân bay quốc tế Santorini, Split, Tenerife South, Venice-Marco Polo | 2      |
| Primera Air                                | Fuerteventura, Gran Canaria, Tenerife South | 2      |
| Scandinavian Airlines                      | Copenhagen, Stockholm-Arlanda | 1      |
| Scandinavian Airlines                      | Copenhagen, Oslo-Gardermoen, Stockholm-Arlanda | 1      |
| Severstal Aircompany                       | Cherepovets | 2      |
| Snowbird Airlines                          | Enontekiö, Málaga, Oulu | 2      |
| SunExpress                                 | Izmir | 2      |
| Swiss International Air Lines              | Zürich | 1      |
| TAP Portugal                               | Lisbon | 1      |
| TUIfly Nordic vận hành bởi Thomson Airways | Mùa đông thuê chuyến: Mauritius, Montego, Phú Quốc | 2      |
| Turkish Airlines                           | Istanbul | 2      |
| Ukraine International Airlines             | Kiev-Boryspil | 2      |
| Vueling                                    | Barcelona | 1      |

### Hàng hóa
| Hãng hàng không                       | Các điểm đến                               |
| ------------------------------------- | ------------------------------------------ |
| AirBridgeCargo Airlines               | Frankfurt                                  |
| Airest                                | Tallinn                                    |
| DHL Aviation vận hành bởi EAT Leipzig | Brussels, Leipzig/Halle                    |
| Pskovavia                             | Saint Petersburg                           |
| FedEx Express                         | Stockholm Arlanda, Paris-Charles de Gaulle |
| Nord-Flyg                             | Mariehamn                                  |
| TNT Airways                           | Liège, Örebro                              |
| Turkish Airlines Cargo                | Istanbul-Ataturk, Stockholm-Arlanda        |
| UPS Airlines                          | Cologne/Bonn, Malmö, Stockholm-Arlanda     |